# ناوچه کلاس هیدرا
ناوچه کلاس هیدرا (به انگلیسی: Hydra-class frigate) یک کلاس از کشتی است که طول آن 117.5 m می‌باشد.